# Gonioctena fornicata
Gonioctena fornicata је врста тврдокрилца из породице буба листара (Chrysomelidae).

## Распрострањење
Овај инсект ког некад називају луцеркина буба, углавном настањује Источну Европу, од Италије на западу до Русије, Кавказа и Турске на истоку. Има га у целој Србији изузев на југозападу. Иначе, убедљиво је бројнија од врста из истог рода.

## Опис
Ове бубе су дуге 6–7 mm. Глава је црна, покрилца и пронотум су црвени и има две црне мрље на пронотуму и пет на покрилцима. Ларве су жућкастосиве са црним мрљама по леђима и боковима. Инсект је врло варијабилан, тако да постоји форма са црним пронотумом и покрилцима, где су само врхови покрилаца црвени. Код најчешће форме некада црвену замењује жућкаста боја.

## Биологија
Врста има само једну генерацију годишње. Одрасли су активни током целог пролећа и лета. Презимљава као одрасла јединка у земљи. После парења, женке полажу јаја на лишће, а ларве се развију за 3–4 недеље. У исхрани користи првенствено луцерку (Medicago sativa), понекад детелинама и другим биљкама из породице Fabaceae. Често причињава знатне штете, па се у пољопривреди сматра значајном штеточином.